# Ностіц Іван Григорович
Іван Григорович Ностіц (нар. 3 січня 1824, Василівка, Новомосковський повіт, Катеринославська губернія — 4 березня 1905, Василівка, Катеринославська губернія) — видатний фотограф-любитель, учасник Кавказької війни.

## Біографія
Народився 3 січня 1824 року в селі Василівка Новомосковського повіту Катеринославської губернії. Син генерал-ад'ютанта Григорія Івановича Ностіца. Рід походить з Селезії і згадується вже в XII столітті. Одна гілка цього роду належала до числа впливових графів Римської імперії, інша — Саксонії. З саксонської гілки походить один з представників роду — граф Григорій Іванович Ностіц (1781—1838) — батько Івана.
Виховувався в Пажеському корпусі в Петербурзі, в 1841 році у віці 17 років вступив до лейб-гвардії Кінного полку в чині корнета.
Під час військових дій на Кавказі у жовтні 1857 р. він був призначений командуючим Нижньогородського драгунського полку, що базувався в Чир-Юрті (зараз місто Кізилюрт в Дагестані). Восени 1858 р. полк Ностіца відвідав Олександр Дюма.
На початку вересня 1859 р. командир кавказьких горців Шаміль потрапив у полон. Під конвоєм Нижньогородських драгунів його доставили в Чир-Юрт, де в'язня прийняли як почесного гостя. Іван Григорович Ностіц увіковічив на фото легендарну особистість.
В січні 1863 року Ностіц отримав звання генерал-майора та був зачислений до свити Олександра II. З цього часу перед фотокамерою графа І. Г. Ностіца позувала царська родина. Лише в січні 1889 року він вийшов у відставку.
В останній рік свого життя граф Ностіц брав участь у засіданні комітету з влаштування в Катеринославі XIII археологічного з'їзду (1905).
В Новомосковському повіті у графа Ностіца біло 37 тисяч га землі. Його родина володіла будинком Villa Nostra (Терійоккі, Фінляндія). У 1900 році в Ялті збудував декілька будинків (наразі це територія бази «Магнолія», вул. Ломоносова, 27). А сама дачна ділянка отримала назву «Геталіта» (один з варіантів старої назви Ялти).
Граф Іван Григорович Ностіц володів землями в Паньківці (Новомосковський повіт, наразі затоплене водосховищем), а також в селі Петропілля (Байдаківська волость Верхньодніпровський повіт Катеринославська губернія).
Саме в Паньківці знаходився найбільший в Новомосковському повіті горільча́ний завод. Але з приходом нової влади, це підприємство було зруйноване. В 1920 році деякі машини вивезли до Катеринослава на підприємство «Рауспирт».

## Фотограф

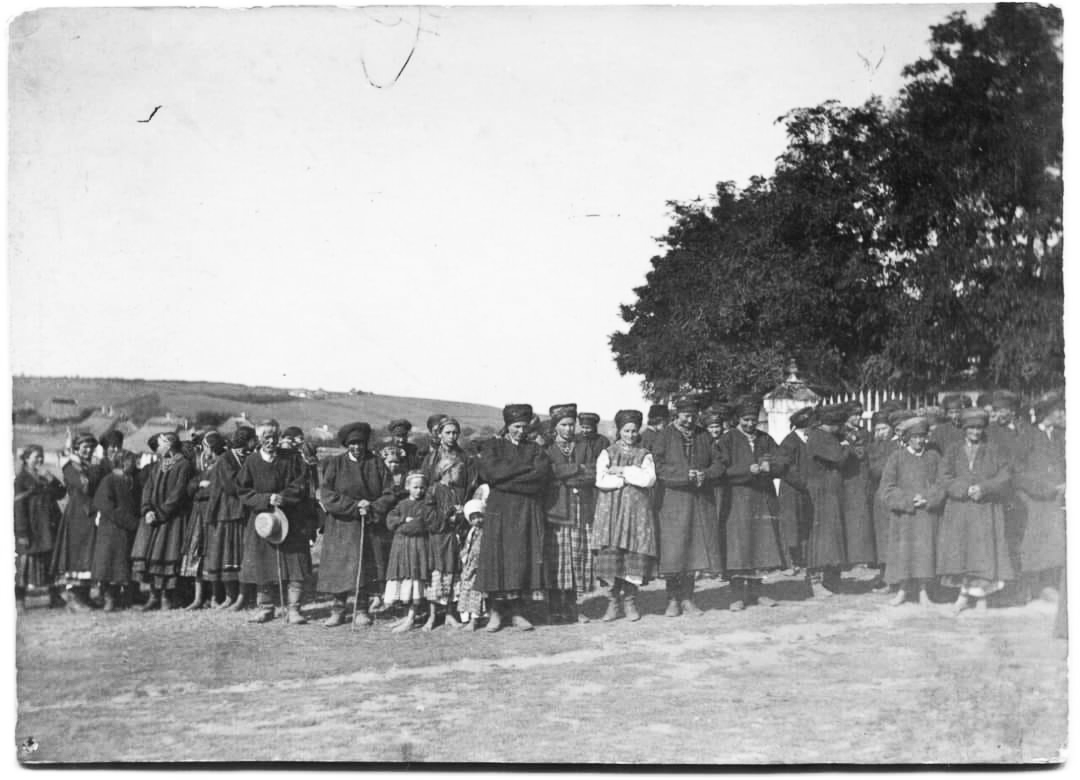
Група селян села Василівка. Маєток Ностіца, 1885 рік

Граф Іван Ностіц був першопрохідцем у мистецтві фотографії, з фотокамерою він майже не розлучався, був дійсним членом 5-го фотографічного відділу Імператорського російського технічного товариства, член французької фотографічної спілки, учасник ювілейної фотографічної виставки (50 років фотографії) 1889 року в Санкт-Петербурзі. Фотографував краєвиди в Індії куди здійснював спеціальні подорожі.
У 1890 році Одеське відділення російського технічного товариства влаштувало в Одесі фотовиставку, присвячену досягненням фотографії та її застосуванням. Серед фотографів-аматорів були роботи І. Г. Ностіц. Він презентував понад 30 робіт переважно пейзажного характеру — види Севастополя та Ялти.
1896 року Іван Ностіц видав фотоальбом, на обкладинці якого було надруковано такий текст: «Светописи графа Ностица. 1896 г. Продажа в пользу Паньковского приюта у Днепра Екатеринославской губернии. Цена: 1 полуимпериал или 20 франков. Гелиогравюра Блехингера в Вене». До цього альбому увійшли портрети цесаревичів Олександра Олександровича, Миколи Олександровича, царська родина в Лівадії, краєвиди Ялти тощо.
Бра́вся Ностіц і до літературної діяльності. В 1897 році опублікував «Проект водочной монополии», а у 1900 році видав спогади про польське повстання 1863 року.
У фондах Дніпропетровського національного історичного музею імені Дмитра Яворницького зберігається цікава фотографія мешканців рідного села Ностіца — група селян села Василівка Новомосковського повіту. Маєток графа Ностіца. Фото було зроблене в 1885 році і є унікальним етнографічним матеріалом, за яким можна вивчати одяг українок кінця XIX ст.

## Родина
Граф Іван Григорович Ностіц був одружений з Олександрою Раєвською (1839—1863), донькою Олександра Раєвського. Шлюб тривав недовго: з 1860 по 1862 рік. Під час важких пологів Олександра померла, подарувавши життя синові — Григорію (1862—1926).
У селі Василівка Новомосковського району в родинній усипальниці під Свято-Духівською церквою було поховано п'ять представників роду Ностіців: генерал-ад'ютант Григорій Іванович Ностіц (1781—1838 рр.), його дружина Анастасія Іванівна (вроджена Морозова, 1800—1885 рр.), генерал–лейтенант граф Іван Григорович Ностіц (1824—1905 рр.), його дружина Олександра Олександрівна (вроджена Раєвська, 1839—1863 рр.) та його молодший брат, Микола Григорович Ностіц (1835—1881 рр.). Церкву знесли у радянські часи, фундамент залили асфальтом і на місці святині влаштували зерносховище.
На місці маєтку наразі знаходиться школа.